# Aiko (namn)
Aiko är ett japanskt kvinnonamn. Beroende på hur det skrivs kan det betyda t.ex. "älskat barn". Ai (愛) betyder "kärlek" och ko (子) betyder "barn".

## Kända personer med namnet Aiko
- Aiko, japansk prinsessa
- Aiko Nakamura, tennisspelare